# Semjon Varlamov
Semjon Aleksandrovič Varlamov (Rusky: Семён Александрович Варламов, * 27. dubna 1988, Samara) je ruský hokejový brankář působící v New York Islanders. Draftovaný byl v roce 2006 Washingtonem Capitals na 23. místě v prvním kole.

## Hráčská kariéra
S hokejem začal ve věku osmi let. Hrával v juniorském klubu Jaroslavl-2 ve třetí ruské hokejové lize. V sezóně 2004/05 byl přeřazený do prvního týmu Lokomotiv Jaroslavl, kde působil jako náhradník za Ivana Kaustina. V létě 2005 odešel Kaustin z klubu pryč a tak pozici brankářské jedničky dostal Varlamov. V roce 2008 výrazně pomohl postupu Jaroslavli do finále ruské ligy. V sezóně 2008/09 se z Jaroslavli přesunul do farmářského klubu Washingtonu Capitals Hershey Bears v AHL. V Hersey Bears odehrál 27 zápasů a v NHL odchytal 6 zápasů. Na konci základní části se zranil Brent Johnson a na pozici brankářské dvojky ve Washingtonu byl povolaný z AHL Varlamov. Zlom v jeho kariéře přišel po prvním zápase play-off s New Yorkem Rangers, kdy po nepřesvědčivém výkonu Josého Théodora dostal šanci chytat v druhém zápase. Od té doby nepustil Josého Theodora do brány. Až v sedmém zápase v sérii proti Pittsburghu byl donucen vystřídat po čtvrtém inkasovaném gólu. Před sezónou 2009/10 ho trenér Bruce Boudreau vyhlásil za brankářskou dvojku. V sezóně 2010/11 začal jako brankářská jednička v Capitals, ale jen do chvíle kdy se zranil. Do branky se tak dostal Michal Neuvirth, který ukázal skvělé výkony v Capitals. Po uzdravení se Varlamov nejprve rozchytával na farmě v Hershey Bears, ale do návratu v Capitals ho kouč Bruce Boudreau vyhlásil brankářskou dvojku. Později se rozhodl, že v Capitals nebude pokračovat a přijme nižší nabídku. Zájem o něho projevil ruský tým SKA Petrohrad, který mu nabízel plat čtyři milióny dolarů za sezónu . V Capitals dohrál sezónu, se kterým měl platnou smlouvu a 2. července 2011 byl vyměněn do týmu Colorado Avalanche za první volbu v příštím draftu a právo výběru ve druhém kole – buď v roce 2012 nebo 2013 .

## Ocenění a úspěchy
- 2007 MSJ – Top tří nejlepších hráčů v týmu
- 2010 MS – Top tří nejlepších hráčů v týmu
- 2012 MS – Top tří nejlepších hráčů v týmu
- 2012 MS – Nejúspěšnější brankář
- 2013 KHL – Utkání hvězd (pouze nominován, do utkání nenastoupil)
- 2014 NHL – Druhý All-Star Tým
- 2014 NHL – Nejvíce vítězných zápasů
- 2021 NHL – Nejvíce čistých nul

## Prvenství
- Debut v NHL - 13. prosince 2008 (Montreal Canadiens proti Washington Capitals)
- První inkasovaný gól v NHL - 13. prosince 2008 (Montreal Canadiens proti Washington Capitals, kanadským obráncem Patrice Brisebois)
- První čisté konto v NHL - 20. dubna 2009 (New York Rangers proti Washington Capitals)

## Statistiky

### Základní části
| Sezona       | Tým                   | Liga         | Z   | V   | P   | Pvp | MIN    | OG    | ČK | POG  | %ChS |
| ------------ | --------------------- | ------------ | --- | --- | --- | --- | ------ | ----- | -- | ---- | ---- |
| 2004–05      | Lokomotiv Jaroslavl 2 | 2.RSL        | 8   | —   | —   | —   | 369    | 15    | 1  | 2.43 | —    |
| 2005–06      | Lokomotiv Jaroslavl 2 | 2.RSL        | 33  | —   | —   | —   | 1,782  | 60    | 8  | 2.02 | —    |
| 2006–07      | Lokomotiv Jaroslavl   | RSL          | 33  | —   | —   | —   | 1,936  | 70    | 3  | 2.17 | —    |
| 2006–07      | Lokomotiv Jaroslavl 2 | 2.RSL        | 2   | —   | —   | —   | 120    | 3     | 0  | 1.50 | —    |
| 2007–08      | Lokomotiv Jaroslavl   | RSL          | 44  | —   | —   | —   | 2,592  | 106   | 3  | 2.45 | —    |
| 2008–09      | Hershey Bears         | AHL          | 27  | 19  | 7   | 1   | 1,551  | 62    | 2  | 2.40 | .916 |
| 2008–09      | Washington Capitals   | NHL          | 6   | 4   | 0   | 1   | 329    | 13    | 0  | 2.37 | .918 |
| 2009–10      | Washington Capitals   | NHL          | 26  | 15  | 4   | 6   | 1,527  | 65    | 2  | 2.55 | .909 |
| 2009–10      | Hershey Bears         | AHL          | 3   | 3   | 0   | 0   | 185    | 6     | 0  | 1.95 | .933 |
| 2010–11      | Washington Capitals   | NHL          | 27  | 11  | 9   | 5   | 1,560  | 58    | 2  | 2.23 | .924 |
| 2010–11      | Hershey Bears         | AHL          | 3   | 2   | 1   | 0   | 179    | 10    | 0  | 3.36 | .855 |
| 2011–12      | Colorado Avalanche    | NHL          | 53  | 26  | 24  | 3   | 3,151  | 136   | 4  | 2.59 | .913 |
| 2012–13      | Lokomotiv Jaroslavl   | KHL          | 16  | 8   | 4   | 3   | 928    | 27    | 3  | 1.74 | .946 |
| 2012–13      | Colorado Avalanche    | NHL          | 35  | 11  | 21  | 3   | 1,950  | 98    | 3  | 3.02 | .903 |
| 2013–14      | Colorado Avalanche    | NHL          | 63  | 41  | 14  | 6   | 3,640  | 146   | 2  | 2.41 | .927 |
| 2014–15      | Colorado Avalanche    | NHL          | 57  | 28  | 20  | 8   | 3,307  | 141   | 5  | 2.56 | .921 |
| 2015–16      | Colorado Avalanche    | NHL          | 57  | 27  | 25  | 3   | 3,159  | 148   | 2  | 2.81 | .914 |
| 2016–17      | Colorado Avalanche    | NHL          | 24  | 6   | 17  | 0   | 1,348  | 76    | 1  | 3.38 | .898 |
| 2017–18      | Colorado Avalanche    | NHL          | 51  | 24  | 16  | 6   | 2,862  | 128   | 2  | 2.68 | .920 |
| 2018–19      | Colorado Avalanche    | NHL          | 49  | 20  | 19  | 9   | 2,840  | 136   | 2  | 2.87 | .909 |
| 2019–20      | New York Islanders    | NHL          | 45  | 19  | 14  | 6   | 2,518  | 110   | 2  | 2.62 | .914 |
| 2020–21      | New York Islanders    | NHL          | 36  | 19  | 11  | 4   | 2,117  | 72    | 7  | 2.04 | .929 |
| 2021–22      | New York Islanders    | NHL          | 31  | 10  | 17  | 2   | 1,793  | 87    | 2  | 2.91 | .911 |
| 2022–23      | New York Islanders    | NHL          | 23  | 11  | 9   | 2   | 1,335  | 60    | 2  | 2.70 | .913 |
| 2023–24      | New York Islanders    | NHL          | 28  | 14  | 8   | 4   | 1,595  | 69    | 3  | 2.60 | .918 |
| Celkem v NHL | Celkem v NHL          | Celkem v NHL | 611 | 286 | 228 | 68  | 35,027 | 1,543 | 41 | 2.64 | .916 |

### Play-off
| Sezona       | Tým                 | Liga         | Z  | V  | P  | MIN   | OG  | ČK | POG  | %ChS |
| ------------ | ------------------- | ------------ | -- | -- | -- | ----- | --- | -- | ---- | ---- |
| 2006–07      | Lokomotiv Jaroslavl | RSL          | 6  | —  | —  | 368   | 18  | 0  | 2.94 | —    |
| 2007–08      | Lokomotiv Jaroslavl | RSL          | 16 | —  | —  | 924   | 25  | 5  | 1.62 | —    |
| 2008–09      | Washington Capitals | NHL          | 13 | 7  | 6  | 758   | 32  | 2  | 2.53 | .918 |
| 2009–10      | Washington Capitals | NHL          | 6  | 3  | 3  | 349   | 14  | 0  | 2.41 | .908 |
| 2013–14      | Colorado Avalanche  | NHL          | 7  | 3  | 4  | 432   | 20  | 0  | 2.78 | .913 |
| 2019–20      | New York Islanders  | NHL          | 20 | 11 | 7  | 1,233 | 44  | 2  | 2.14 | .921 |
| 2020–21      | New York Islanders  | NHL          | 14 | 7  | 7  | 797   | 34  | 0  | 2.56 | .922 |
| 2023–24      | New York Islanders  | NHL          | 5  | 1  | 3  | 289   | 13  | 0  | 2.70 | .914 |
| Celkem v NHL | Celkem v NHL        | Celkem v NHL | 65 | 32 | 30 | 3,859 | 157 | 4  | 2.44 | .918 |

### Reprezentace
| Rok                       | Tým                       | Soutěž                    | Z  | V  | P | R | MIN  | OG | ČK | POG  | %ChS |
| ------------------------- | ------------------------- | ------------------------- | -- | -- | - | - | ---- | -- | -- | ---- | ---- |
| 2005                      | Rusko 18                  | MS-18                     | 4  | 3  | 1 | 0 | 180  | 10 | 1  | 3.34 | .904 |
| 2005                      | Rusko 18                  | MIH-18                    | 4  | —  | — | — | —    | —  | —  | 2.64 | .911 |
| 2006                      | Rusko 18                  | MS-18                     | 5  | 3  | 2 | 0 | 298  | 14 | 1  | 2.82 | .921 |
| 2006                      | Rusko 20                  | MSJ                       | 1  | 1  | 0 | 0 | 60   | 1  | 0  | 1.00 | .950 |
| 2007                      | Rusko 20                  | MSJ                       | 6  | 5  | 1 | 0 | 358  | 9  | 2  | 1.51 | .934 |
| 2010                      | Rusko                     | MS                        | 5  | 4  | 1 | 0 | 298  | 7  | 1  | 1.41 | .951 |
| 2012                      | Rusko                     | MS                        | 8  | 8  | 0 | 0 | 440  | 13 | 1  | 1.77 | .939 |
| 2013                      | Rusko                     | MS                        | 4  | 2  | 1 | 0 | 201  | 12 | 0  | 3.59 | .878 |
| 2014                      | Rusko                     | ZOH                       | 3  | 1  | 1 | 0 | 152  | 5  | 1  | 1.98 | .910 |
| Juniorská kariéra celkově | Juniorská kariéra celkově | Juniorská kariéra celkově | 20 | —  | — | — | —    | —  | —  | —    | —    |
| Seniorská kariéra celkově | Seniorská kariéra celkově | Seniorská kariéra celkově | 20 | 15 | 3 | 0 | 1091 | 37 | 3  | 1.98 | .930 |